# کارولینا کارولین
کارولینا کارولین (به انگلیسی: Carolina Caroline) یک فیلم جنایی، دلهره‌آور و عاشقانه آمریکایی آماده اکران به کارگردانی آدام کارتر رمایر و نویسندگی تام دین با بازی سامارا ویوینگ، کایل گالنر، کیرا سجویک و جون گریس است.

## ساخت
فیلمبرداری از سپتامبر ۲۰۲۴ در کنتاکی آغاز شد.